# Сервијана
Сервијана или Сербијана је насеље у Грчкој у општини Додони, периферија Епир. Према попису из 2011. године било је 210 становника.

## Географија
Сербијана је село у округу Јањина и припада општини Додони. Налази се 14 км јужно од града Јањина.

## Становништво
Преглед становништва:
| Година       | 2011 |
| ------------ | ---- |
| Становништво | 210  |